# Carol Thesieres
Carol Thesieres, née le 29 mai 1939 à Philadelphie, est une joueuse de squash représentant les États-Unis. Elle est championne des États-Unis en 1971. Elle est intronisée au Temple de la renommée du squash américain en 2018.

## Biographie
Elle est l'une des sept seules femmes à avoir remporté le triplé en carrière des championnats des États-Unis - le simple national, le double national et le mixte national - et la seule gauchère à avoir remporté le mixte national. Carol Thesieres aimait jouer sur des terrains froids où ses frappes puissantes et basses étaient particulièrement efficaces.

## Palmarès

### Titres
- Championnats des États-Unis : 1971